# Feliz
Pour les articles homonymes, voir Feliz (homonymie).
Feliz est une ville brésilienne de la mésorégion métropolitaine de Porto Alegre, capitale de l'État du Rio Grande do Sul, faisant partie de la microrégion de Montenegro et située à 76 km au nord de Porto Alegre. Elle se situe à une latitude de 29° 27′ 06″ sud et à une longitude de 51° 18′ 23″ ouest, à 90 m d'altitude. Sa population était estimée à 13 207 en 2016, pour une superficie de 96 km2. L'accès s'y fait par les BR-116, RS-122, RS-240, RS-411, RS-452, RS-826 et RS-843.
Les premiers habitants européens d'origine allemande arrivèrent en 1846 à Feliz depuis la Rhénanie, le Palatinat, le Hunsrück et la Hesse.
L'économie de la commune est essentiellement agricole, développée autour d'une petite agriculture paysanne produisant fruits, légumes, plantes oléagineuses, volailles et élevant des porcs. Se remarquent surtout les cultures de la fraise, de la mûre noire, de la figue et de la goyave. Quelques petites entreprises industrielles produisent des meubles, de la céramique et des chaussures, et ont une activité en métallurgie et en mécanique.

## Villes voisines
- Alto Feliz
- Vale Real
- Nova Petrópolis
- Linha Nova
- São José do Hortêncio
- São Sebastião do Caí
- Bom Princípio